# Немирович, Андрей

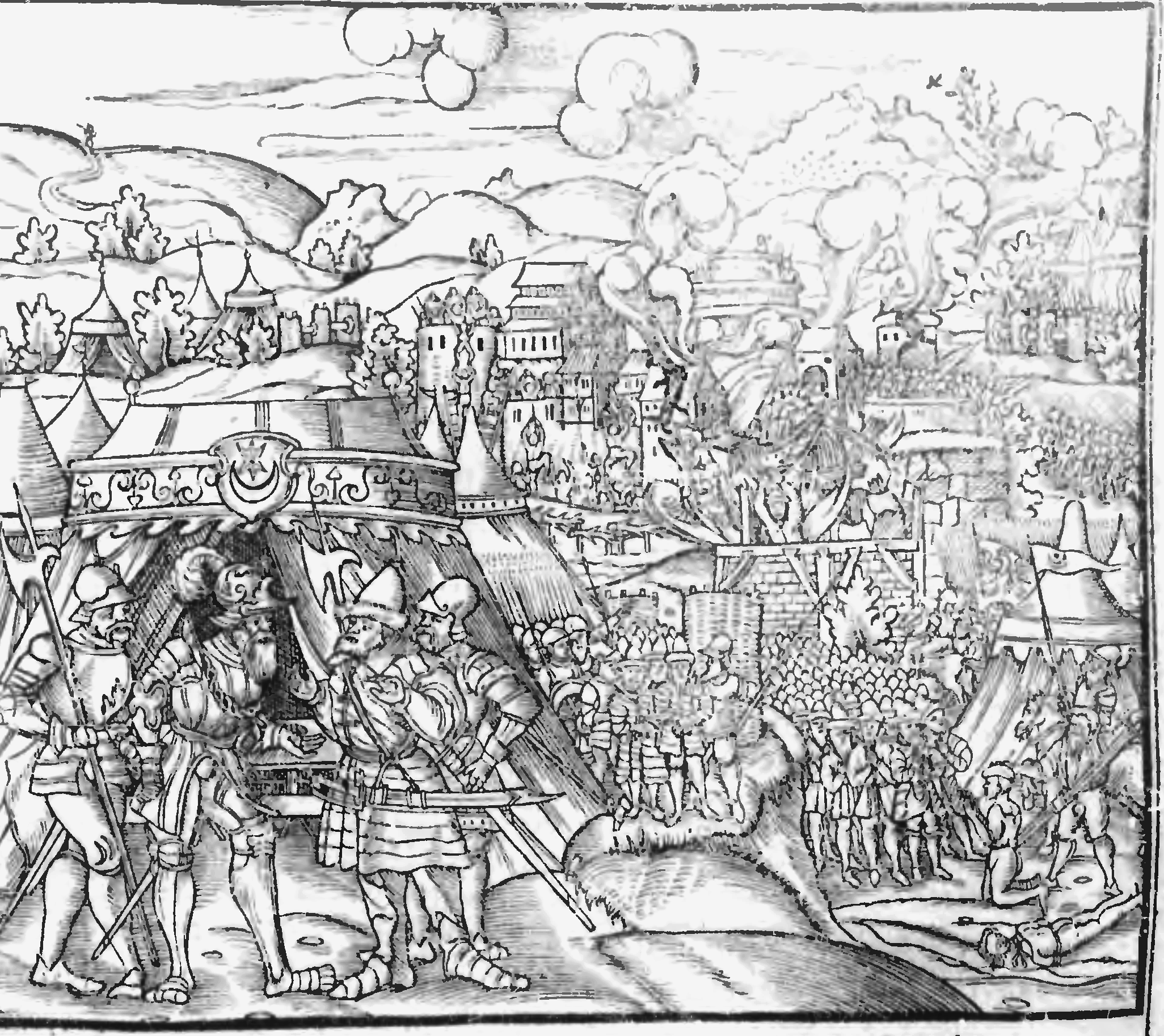
Осада Стародуба

Андрей Якубович Немиро́вич или Немирич (пол. Andrzej Niemirowicz; около 1462—1541) — государственный деятель Великого княжества Литовского, гетман польный литовский в 1536—1541 годах, воевода киевский в 1514—1541 годах.

## Биография
Представитель литовского шляхетского рода герба Ястржембец. Сын Якуба Андреевича Немировича и Святохны (вдова Андрея Довгердовича, сына воеводы виленского Яна Довгерда). Внук Андрея (Андрюшки) Немировича, правнук наместника полоцкого Яна Немиры.
Принимал участие в многочисленных сражениях с татарами, хорошо знал тактику противника, методы борьбы с внезапными рейдами их конных отрядов. В 1514 году, учитывая его опыт военачальника и в связи с необходимостью защиты южных границ Великого княжества Литовского от татарских нападений, Андрей Немирович, был назначен воеводой киевским.
Жестоко притеснял местное население. Согласно историческим документам, в 1523 году киевские крестьяне жаловались на него королю польскому и великому князю литовскому Сигизмунду I Старому. В 1529 году Андрей Немирович через своего наместника Киселя являлся державцей чернобыльского замка.
Под руководством гетмана великого литовского Константина Острожского совместно со старостой черкасским Евстафием Дашкевичем в ходе битвы под Ольшаницей около Киева 27 января 1527 года одержал победу над войском Крымского ханства.
После окончания в 1534 году перемирия и начала новой литовско-русской войны войска Немировича осадили Стародуб и выжгли его окрестности. Воевода А. Левин сделал вылазку и литовские войска, побросав осадные орудия, отступили от города. Потерпев неудачу, Немирович подошёл к плохо защищённому городу Радогощ и сделал попытку овладеть им. Горожане оказали яростное сопротивление и тогда Немирович поджёг Радогощ. Гарнизон под командой воеводы Лыкова сгорел в огне вместе с воеводой. Войско Немировича взяло в плен многих жителей и подошло к Чернигову, взяло его в осаду и стало обстреливать из пушек. Руководитель обороны города воевода князь Фёдор Мезецкий, отстреливаясь крепостной артиллерией, не подпустил в течение дня врага к стенам, а ночью выслал черниговцев на стан Немировича и внезапно напал на противника, и тот, будучи разбит, бежал в Киев, покинув осажденным обоз и все пушки.
В 1535 году король польский и великой князь литовский Сигизмунд I, воспользовавшись малолетством Ивана IV, решил вернуть себе Смоленскую область и вновь отрядил 40 000 польско—литовское войско к Стародубу. В авангарде этих сил шли Дашкевич с Булгаком, за ними Немирович, Юрий Радзивил, Ян Тарновский и князь Илья Острожский. Войска сначала имели успех. Был взят Гомель, осаждено Телепнево. Но подступив к Стародубу, литовцы получили отпор гарнизона под командой воеводы князя Телепнева-Оболенского, тогда сделав тайный подкоп, они взорвали крепостную стену и вломились в город, перебили 13 000 жителей.
В 1536 году Сигизмунд послал Немировича с войском к Себежу — недавно выстроенной деревянно-земляной крепости. Осада Себежа превратилась в крупную неудачу. Польско-литовские пушкари действовали неумело, чаще попадали по своим же. В ходе вылазки неприятеля войско Немировича потерпело поражение. Большое количество воинов Немировича погибло на Себежском озере, лёд которого проломился под тяжестью бежавших литовцев, а воевода Немирович бежал опять в Киев, и опять оставил знамёна и пушки.
Умер Андрей Немирович в 1541 году.

## Упоминания в «Истории Малороссии» Марковича
«Воевода Киевский Андрей Немирович был женат на его сестре Богдане; а Гетман Малороссийский Предслав Лянцкоронский был его друг.» Маркович ошибся с именем вместо Милохны назвал сестру её Богдану.
За Пшездзецким, жена — Богдана. За Бонецким, жена — Милохна, сестра Остафия Дашкевича; это — правдоподобнее через многолетнее сотрудничество, и войны.  Богдана — жена Олизара Вовчковича.